# بید علفی باتلاقی
بید علفی باتلاقی، علف خر باتلاقی (نام علمی: Epilobium dodonaei) نام یک گونه (زیست‌شناسی) از سرده بید علفی است.